# Softbol nos Jogos Pan-Americanos de 2007
O softbol nos Jogos Pan-Americanos de 2007 no Rio de Janeiro foi realizado entre os dias 25 e 27 de julho no Complexo Esportivo Cidade do Rock. A modalidade, exclusivamente feminina, foi disputada por oito equipes, que integrariam um grupo único com todos enfrentando todos.
Devido a problemas climáticos, o torneio que inicialmente começaria em 23 de julho foi adiado por dois dias. As oito equipes foram divididas em dois grupos de quatro para se adequarem ao calendário dos Jogos Pan-Americanos. As duas equipes mais bem colocadas avançaram as semifinais, onde os primeiros colocados de cada grupo se enfrentaram, assim como os segundos colocados. O duelo entre as equipes que ficaram em segundo lugar é eliminatório, com o vencedor enfrentando na final o perdedor do duelo entre as equipes vencedoras dos grupos. A equipe perdedora ficaria com a medalha de bronze e a vencedora enfrentaria o vitorioso da outra semifinal (entre os primeiros dos grupos) na grande final que determinaria a equipe campeã pan-americana.

## Calendário
| Julho   | 12 | 13 | 14 | 15 | 16 | 17 | 18 | 19 | 20 | 21 | 22 | 23 | 24 | 25 | 26 | 27 | 28 | 29 | Finais |
| ------- | -- | -- | -- | -- | -- | -- | -- | -- | -- | -- | -- | -- | -- | -- | -- | -- | -- | -- | ------ |
| Softbol |    |    |    |    |    |    |    |    |    |    |    |    |    |    |    |    | 1  |    | 1      |

## Medalhistas
|  | USA Estados Unidos |  | CAN Canadá |  | VEN Venezuela |
|  | Jessica Mendoza Lovieanne Jung Crystl Bustos Cat Osterman Tairia Flowers Kelly Kretschmann Monica Abbott Jennie Ritter Vicky Galindo Caitlin Lowe Jennie Finch Andrea Duran Natasha Watley Jenny Topping Alicia Hollowell Lauren Lappin Laura Berg |  | Sheena Lawrick Janiva Willis Jennifer Salling Katie Rosentreter Kristy Odamura Melanie Matthews Danielle Lawrie Megan Timpf Robin Mackin Alison Bradley Erin Cumpstone Erin Gee Erin McLean Noemie Marin Cambria McKay Kaleigh Rafter Dione Meyer |  | Yurubi Alicart Desiree Mujica Hernanza Ruíz Marianella Castellanos Mariangee Bogado Rubilena Rojas Denisse Fuenmayor Jineth Pimentel Yaicey Sojo Angybel Ramírez María Soto Yusmary Pérez Maribel Riera Mailes Rodríguez Pérez Geraldine Puertas Zuleima Cirimelle Johana Gómez |

## Fase preliminar

### Grupo A
| Pos. | País               | V | D | C+ | C- | Pct.  |
| ---- | ------------------ | - | - | -- | -- | ----- |
| 1    | USA Estados Unidos | 3 | 0 | 21 | 0  | 1,000 |
| 2    | CUB Cuba           | 2 | 1 | 11 | 11 | ,667  |
| 3    | COL Colômbia       | 1 | 2 | 3  | 14 | ,333  |
| 4    | BRA Brasil         | 0 | 3 | 0  | 10 | ,000  |

| Equipe                             | 1 | 2 | 3 | 4 | 5 | 6 | 7 |   | C | H | E |
| ---------------------------------- | - | - | - | - | - | - | - | - | - | - | - |
| Estados Unidos                     | 2 | 1 | 1 | 2 | 1 | - | - | 7 | 7 | 0 |   |
| Brasil                             | 0 | 0 | 0 | 0 | 0 | - | - | 0 | 0 | 0 |   |
| W: J. Finch (1-0) L: C. Kudo (0-1) |   |   |   |   |   |   |   |   |   |   |   |

| Equipe                                      | 1 | 2 | 3 | 4 | 5 | 6 | 7 |   | C | H | E |
| ------------------------------------------- | - | - | - | - | - | - | - | - | - | - | - |
| Estados Unidos                              | 0 | 0 | 4 | 0 | 0 | 0 | 0 | 4 | 5 | 0 |   |
| Colômbia                                    | 0 | 0 | 0 | 0 | 0 | 0 | 0 | 0 | 0 | 0 |   |
| W: M. Abbott (1-0) L: J. Peñata Tapia (0-1) |   |   |   |   |   |   |   |   |   |   |   |
| Home Run                                    |   |   |   |   |   |   |   |   |   |   |   |
| USA: A. Duran na 3ª ent. (4 RBI)            |   |   |   |   |   |   |   |   |   |   |   |

| Equipe                             | 1 | 2 | 3 | 4 | 5 | 6 | 7 |   | C | H | E |
| ---------------------------------- | - | - | - | - | - | - | - | - | - | - | - |
| Cuba                               | 0 | 0 | 1 | 0 | 0 | 0 | 0 | 1 | 4 | 0 |   |
| Brasil                             | 0 | 0 | 0 | 0 | 0 | 0 | 0 | 0 | 4 | 1 |   |
| W: A. López (1-0) L: N. Higa (0-1) |   |   |   |   |   |   |   |   |   |   |   |

| Equipe                                           | 1 | 2 | 3 | 4 | 5 | 6 | 7 |    | C  | H | E |
| ------------------------------------------------ | - | - | - | - | - | - | - | -- | -- | - | - |
| Cuba                                             | 5 | 2 | 0 | 3 | x | - | - | 10 | 12 | 0 |   |
| Colômbia                                         | 0 | 0 | 0 | 1 | 0 | - | - | 1  | 3  | 1 |   |
| W: Y. Rodríguez (1-0) L: L. Hurtado Payere (0-1) |   |   |   |   |   |   |   |    |    |   |   |

| Equipe                                                        | 1 | 2 | 3 | 4 | 5 | 6 | 7 |    | C  | H | E |
| ------------------------------------------------------------- | - | - | - | - | - | - | - | -- | -- | - | - |
| Estados Unidos                                                | 4 | 2 | 0 | 3 | 1 | - | - | 10 | 14 | 0 |   |
| Cuba                                                          | 0 | 0 | 0 | 0 | 0 | - | - | 0  | 0  | 1 |   |
| W: C Osterman (1-0) L: M. Bubaire (0-1)                       |   |   |   |   |   |   |   |    |    |   |   |
| Home Run                                                      |   |   |   |   |   |   |   |    |    |   |   |
| USA: C. Bustos na 2ª ent. (2 RBI), L. Jung na 5ª ent. (1 RBI) |   |   |   |   |   |   |   |    |    |   |   |

| Equipe                                    | 1 | 2 | 3 | 4 | 5 | 6 | 7 |   | C | H | E |
| ----------------------------------------- | - | - | - | - | - | - | - | - | - | - | - |
| Brasil                                    | 0 | 0 | 0 | 0 | 0 | 0 | 0 | 0 | 6 | 1 |   |
| Colômbia                                  | 0 | 0 | 0 | 2 | 0 | 0 | 0 | 2 | 8 | 1 |   |
| W: J. Peñata Tapia (1-1) L: N. Higa (0-2) |   |   |   |   |   |   |   |   |   |   |   |

### Grupo B
| Pos. | País           | V | D | C+ | C- | Pct.  |
| ---- | -------------- | - | - | -- | -- | ----- |
| 1    | CAN Canadá     | 3 | 0 | 12 | 5  | 1,000 |
| 2    | VEN Venezuela  | 2 | 1 | 10 | 1  | ,667  |
| 3    | ARG Argentina  | 1 | 2 | 5  | 13 | ,333  |
| 4    | PUR Porto Rico | 0 | 3 | 4  | 12 | ,000  |

| Equipe                                          | 1 | 2 | 3 | 4 | 5 | 6 | 7 |   | C | H | E |
| ----------------------------------------------- | - | - | - | - | - | - | - | - | - | - | - |
| Porto Rico                                      | 0 | 0 | 0 | 0 | 0 | 0 | 0 | 0 | 0 | 2 |   |
| Venezuela                                       | 0 | 2 | 1 | 0 | 0 | 0 | 0 | 3 | 7 | 0 |   |
| W: M. Bogado (1-0) L: L Ferguson González (0-1) |   |   |   |   |   |   |   |   |   |   |   |

| Equipe                                 | 1 | 2 | 3 | 4 | 5 | 6 | 7 |   | C  | H | E |
| -------------------------------------- | - | - | - | - | - | - | - | - | -- | - | - |
| Canadá                                 | 3 | 0 | 2 | 0 | 0 | 0 | 0 | 5 | 10 | 1 |   |
| Argentina                              | 2 | 0 | 0 | 0 | 0 | 0 | 0 | 2 | 3  | 4 |   |
| W: R. Mackin (1-0) L: P. Meizoso (0-1) |   |   |   |   |   |   |   |   |    |   |   |

| Equipe                                     | 1 | 2 | 3 | 4 | 5 | 6 | 7 |   | C  | H | E |
| ------------------------------------------ | - | - | - | - | - | - | - | - | -- | - | - |
| Canadá                                     | 1 | 0 | 3 | 0 | 1 | 1 | x | 6 | 11 | 1 |   |
| Porto Rico                                 | 0 | 0 | 0 | 0 | 0 | 0 | 3 | 3 | 5  | 0 |   |
| W: D. Meier (1-0) L: Ariaz Rodríguez (0-1) |   |   |   |   |   |   |   |   |    |   |   |
| Home Run                                   |   |   |   |   |   |   |   |   |    |   |   |
| CAN: E. McLean na 3ª ent. (3 RBI)          |   |   |   |   |   |   |   |   |    |   |   |

| Equipe                                | 1 | 2 | 3 | 4 | 5 | 6 | 7 |   | C | H | E |
| ------------------------------------- | - | - | - | - | - | - | - | - | - | - | - |
| Canadá                                | 0 | 0 | 0 | 0 | 0 | 0 | 1 | 1 | 4 | 1 |   |
| Venezuela                             | 0 | 0 | 0 | 0 | 0 | 0 | 0 | 0 | 3 | 0 |   |
| W: D. Lawrie (1-0) L: M. Bogado (1-1) |   |   |   |   |   |   |   |   |   |   |   |

| Equipe                                             | 1 | 2 | 3 | 4 | 5 | 6 | 7 |   | C | H | E |
| -------------------------------------------------- | - | - | - | - | - | - | - | - | - | - | - |
| Argentina                                          | 0 | 1 | 0 | 0 | 2 | 0 | x | 3 | 5 | 1 |   |
| Porto Rico                                         | 0 | 0 | 0 | 0 | 0 | 1 | 0 | 1 | 3 | 4 |   |
| W: C. Villalva (1-0) L: L. Ferguson González (0-2) |   |   |   |   |   |   |   |   |   |   |   |

| Equipe                                         | 1 | 2 | 3 | 4 | 5 | 6 | 7 |   | C | H | E |
| ---------------------------------------------- | - | - | - | - | - | - | - | - | - | - | - |
| Venezuela                                      | 7 | 0 | 0 | 0 | x | - | - | 7 | 8 | 1 |   |
| Argentina                                      | 0 | 0 | 0 | 0 | 0 | - | - | 0 | 1 | 2 |   |
| W: M. Castellanos (1-0) L: M. de la Vega (0-1) |   |   |   |   |   |   |   |   |   |   |   |

## Classificação 7º-8º lugar
| Equipe                                    | 1 | 2 | 3 | 4 | 5 | 6 | 7 |   | C | H | E |
| ----------------------------------------- | - | - | - | - | - | - | - | - | - | - | - |
| Brasil                                    | 0 | 0 | 1 | 0 | 0 | 0 | 0 | 1 | 4 | 0 |   |
| Porto Rico                                | 0 | 0 | 0 | 0 | 0 | 0 | 0 | 0 | 4 | 0 |   |
| W: N. Higa (1-2) L: Ariaz Rodríguez (0-2) |   |   |   |   |   |   |   |   |   |   |   |

## Classificação 5º-6º lugar
| Equipe                                       | 1 | 2 | 3 | 4 | 5 | 6 | 7 | 8 |   | C | H | E |
| -------------------------------------------- | - | - | - | - | - | - | - | - | - | - | - | - |
| Colômbia                                     | 0 | 0 | 0 | 0 | 0 | 0 | 0 | 1 | 1 | 4 | 1 |   |
| Argentina                                    | 0 | 0 | 0 | 0 | 0 | 0 | 0 | 0 | 0 | 2 | 0 |   |
| W: Pusey Laugh. (1-0) L: M. de la Vega (0-2) |   |   |   |   |   |   |   |   |   |   |   |   |

## Semifinais
| Equipe                                 | 1 | 2 | 3 | 4 | 5 | 6 | 7 |   | C | H | E |
| -------------------------------------- | - | - | - | - | - | - | - | - | - | - | - |
| Cuba                                   | 0 | 0 | 0 | 0 | 1 | 0 | 0 | 1 | 6 | 1 |   |
| Venezuela                              | 1 | 0 | 0 | 0 | 0 | 0 | 1 | 2 | 7 | 1 |   |
| W: M. Bogado (2-1) L: M. Bubaire (0-2) |   |   |   |   |   |   |   |   |   |   |   |

| Equipe                                | 1 | 2 | 3 | 4 | 5 | 6 | 7 |   | C | H | E |
| ------------------------------------- | - | - | - | - | - | - | - | - | - | - | - |
| Estados Unidos                        | 0 | 0 | 3 | 3 | 1 | - | - | 7 | 8 | 0 |   |
| Canadá                                | 0 | 0 | 0 | 0 | 0 | - | - | 0 | 2 | 3 |   |
| W: M. Abbott (2-0) L: D. Lawrie (1-1) |   |   |   |   |   |   |   |   |   |   |   |

## Final e Grand Final
Como consequência das chuvas que castigaram a cidade do Rio de Janeiro, a final e o grand final do torneio de softbol acabaram por não se realizar devido à falta de condições dos campos da Cidade do Rock. Canadá e Venezuela deveriam medir-se na final onde a equipe perdedora ficaria com a medalha de bronze e a vencedora enfrentaria os Estados Unidos na grand final para decidir a medalha de ouro. Sem tempo para reprogramar novas partidas (o torneio de softbol ocorreu na última semana dos Jogos Pan-Americanos), a medalha de ouro ficou com os Estados Unidos por possuírem a melhor campanha dentre todas as equipes. Venezuela e Canadá dividiram a medalha de prata por não terem realizado a final (equivalente a uma semifinal).

## Classificação final
| Pos.  | Equipe             | Campanha (V-D) |
| ----- | ------------------ | -------------- |
| Ouro  | USA Estados Unidos | (4-0)          |
| Prata | CAN Canadá         | (3-1)          |
| Prata | VEN Venezuela      | (3-1)          |
| 4     | CUB Cuba           | (2-2)          |
| 5     | COL Colômbia       | (2-2)          |
| 6     | ARG Argentina      | (1-3)          |
| 7     | BRA Brasil         | (1-3)          |
| 8     | PUR Porto Rico     | (0-4)          |